# رند جاده
رند جاده (به انگلیسی: Rind Jada) یک منطقهٔ مسکونی در پاکستان است که در منطقه پنجاب واقع شده‌است. رند جاده ۷٬۶۶۴ نفر جمعیت دارد و ۷۷٫۲۷۳ متر بالاتر از سطح دریا واقع شده‌است.